# Altpreußisches Infanterieregiment No. 6 (1806)
Das altpreußische Infanterieregiment No. 6 wurde 1675 aufgestellt und bestand bis 1806, als es als Folge der preußischen Niederlage im Krieg gegen Frankreich aufgelöst wurde.
Lange Kerls ist die volkstümliche Bezeichnung für die Soldaten dieses Regimentes, die auf der damals ungewöhnlichen Durchschnittsgröße der dort Dienenden beruht. Weitere bekannte Namen für das Regiment sind Potsdamer Riesengarde und Grenadiergarde. Die Nummerierung (No. 6) wurde erst kurz vor der Auflösung 1806 eingeführt.

## Geschichte
Aufgestellt wurde das Regiment 1675 von Kurfürst Friedrich Wilhelm angesichts des Einfalls der Schweden in die Mark Brandenburg als „Regiment Kurprinz“ in Stärke von zwei Bataillonen. Erster Chef war sein Sohn, Kurprinz Friedrich von Brandenburg. Teile des Regiments rückten am 23. Juni 1675 von Magdeburg zur Schlacht bei Fehrbellin aus. Als Kurfürst bestimmte Friedrich III. 1694 seinen Sohn Friedrich Wilhelm zum Regimentschef und änderte 1701 die Bezeichnung in „Kronprinzenregiment“. Grund war seine Krönung zum König in Preußen am 18. Januar 1701.
1704 wurde ein III. Bataillon aufgestellt, 1709 ein VI. Bataillon, das spätere „Große Leibbataillon Grenadier“, auch Rotes Grenadier-Bataillon genannt, aus Angehörigen der zur Leibkompanie umgewandelten Jagdgarde Friedrich Wilhelms und – mehr oder weniger freiwillig – angeworbenen, hochgewachsenen jungen Männern. Es bestand 1711 aus vier Kompanien.
Im Jahr 1713 bestieg Friedrich Wilhelm den preußischen Thron und das Regiment erhielt die Aufwertung zur Garde. Die neue Bezeichnung des Regiments wurde: „Seiner Königlichen Majestät Regiment“ (auch „Leibregiment“ oder „Königsregiment“). Das III. Bataillon wurde zur Bildung des Regiments Graf von Schlieben abgegeben. Das Königsregiment bestand nun aus den Roten Grenadieren (I. Bataillon) und den zwei 1675 aufgestellten Bataillonen des alten Kurprinzenregiments (II. und III. Bataillon), jedes Bataillon aus fünf Kompanien.
Im Jahr 1715 nahm es an der Eroberung von Stralsund teil. 1735 erhielt jedes Bataillon eine Kompanie Flügelgrenadiere, sodass das Regiment aus insgesamt 18 Kompanien bestand.
Die Grenadiere des Königsregiments mussten mindestens 6 rheinische Fuß (ca. 1,88 m) messen, in der Praxis musste man sich aber auch mit deutlich kleineren Rekruten bescheiden. Die echten „Riesen“ – wie etwa der Ire James Kirkland mit einer Körpergröße von 2,17 Meter – waren viel bestaunte Ausnahmen. Sie wurden entweder in das 1. Glied der Leibkompanie des Königs eingegliedert oder bei den so genannten „Großen Unrangierten“ untergebracht, einer Abteilung für den Regimentsersatz.
Spezialbeauftragte des Preußenkönigs, der dem Königsregiment selbst als Regimentschef und Dauerträger der Regimentsuniform vorstand, waren europaweit unterwegs, um großgewachsene Männer durch hohe Handgeldzahlungen – teilweise auch unter Ausübung von Zwang – zur Dienstnahme in Preußen zu bewegen. Manchmal waren sie auch „Geschenke“ befreundeter Fürsten. Diese Art der Rekrutenwerbung, aber auch der Unterhalt der hoch besoldeten Eliteeinheit verschlangen horrende Geldsummen. Die Kosten einer Anwerbung in Bayern ist bekannt. So wurde Johann Michael Gernert als Würzburger Student der Philosophie 1727 in Rüdenhausen für 700 Gulden Handgeld auf vier Jahre verpflichtet. Ein Metzger der dem preußischen Werber Leutnant von Rummel den großgewachsenen Studenten zuführte bekam 50 rheinische Gulden als Rekompensation (Belohnung). Der Grenadier Gernert hatte nach 15 Dienstjahren in Neuruppin den Rang eines Feldwebel erreicht. Er quittierte den preußischen Dienst nach 15 Jahren und ging nach Grettstadt.
Dabei hatte die Größe der Soldaten in der „Potsdamer Riesengarde“ möglicherweise durchaus praktische Gründe: Von großgewachsenen Männern erwartete man eine bessere Handhabung der möglichst langläufigen Vorderladergewehre und damit die Möglichkeit des Schusses auf größere Distanzen. Zeisler (1993) meint jedoch, dass viele der „Riesen“ unter pathologischem Riesenwuchs litten und körperlich wenig belastbar waren. Das Regiment wäre daher eine reine Paradetruppe gewesen, die nicht für Gefechtseinsätze geeignet war. Das Regiment bestand beim Tode Friedrich-Wilhelms I. 1740 aus rund 3200 Mann.
Im Zuge seiner Thronbesteigung 1740 löste König Friedrich II. das alte Garderegiment aufgrund der hohen Unterhaltskosten auf und behielt nur noch ein Bataillon. Der Rest der Soldaten wurde auf andere Einheiten verteilt. So wurde ein Teil der Männer in Friedrichs Leibregiment (1806: No. 15) eingegliedert, dem neuen Regiment Garde. Die anderen Regimentsangehörigen wurden auf die neu aufgestellten Regimenter seiner Brüder, Regiment Prinz Ferdinand (1806: No. 34) und Regiment Prinz Heinrich (1806: No. 35), sowie das Garnisonsbataillon von Weyher verteilt.
Das Bataillon trug fortan die Bezeichnung „Bataillon Königs Grenadier-Garde“ mit allen Gardevorrechten (höheres Traktament etc.). Die Flügelgrenadiere des Bataillons bildeten von 1744 bis 1763 mit denen des Regiments Anhalt (1806: No. 3) ein kombiniertes Grenadierbataillon. Im Zweiten Schlesischen Krieg wurde das Regiment 1745 in der Schlacht bei Hohenfriedberg und der Schlacht bei Soor und im Siebenjährigen Krieg von 1756 bis 1763 in den Schlachten bei Roßbach, Leuthen, Hochkirch, Liegnitz und Torgau eingesetzt.
Von 1801 bis 1806 war die Bezeichnung „Grenadier-Garde-Bataillon“. Die Truppe kapitulierte 1806 bei Erfurt und Prenzlau und wurde aufgelöst.

## Tradition und Traditionspflege
Die Tradition der Infanterieregimenter No. 6 und No. 15 übernahm später das 1. Garde-Regiment zu Fuß, das jedoch als Stiftungsjahr des letzteren (1688) führte, was „nicht den sonst üblichen Grundsätzen“ entsprach.
Seit 1990 erstrebt die Potsdamer Vereinigung zur Förderung und Pflege der Tradition der Potsdamer Riesengarde „Lange Kerls“ e. V. mit originalgetreuen Uniformen und Gewehrnachbauten die Bewahrung und Pflege des regionalen Erbes. Der Verein betreibt öffentliche und private Auftritte und versucht durch Biwaks, Revuen und Exerzierübungen ein möglichst großes Maß an Authentizität zu realisieren.

## Bildgalerie

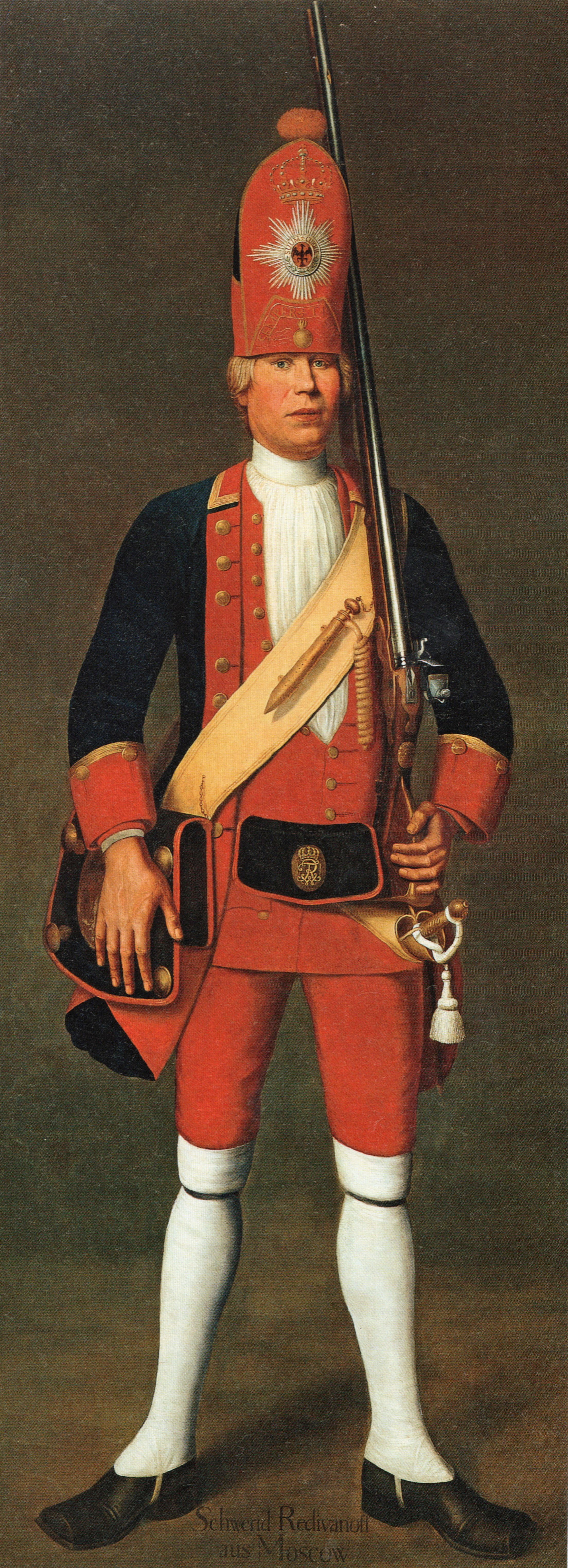
Grenadier Schwerid Rediwanoff aus Moskau, einer der Männer, die Peter der Große im Geschenkaustausch gegen das Bernsteinzimmer nach Berlin schickte; Johann Christof Merck, 1718, Deutsches Historisches Museum Berlin
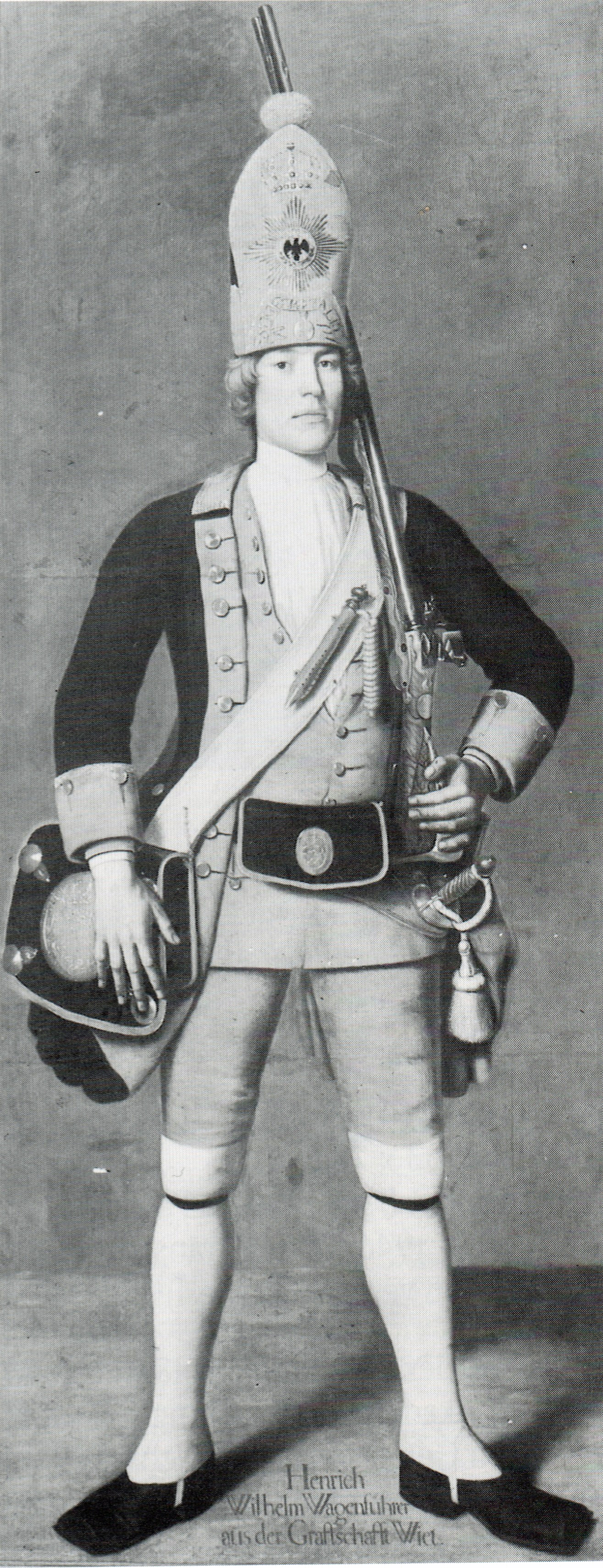
Grenadier Heinrich Wilhelm Wagenführer aus der Grafschaft Wied vom 1. Bataillon; Johann Christof Merck, 1718
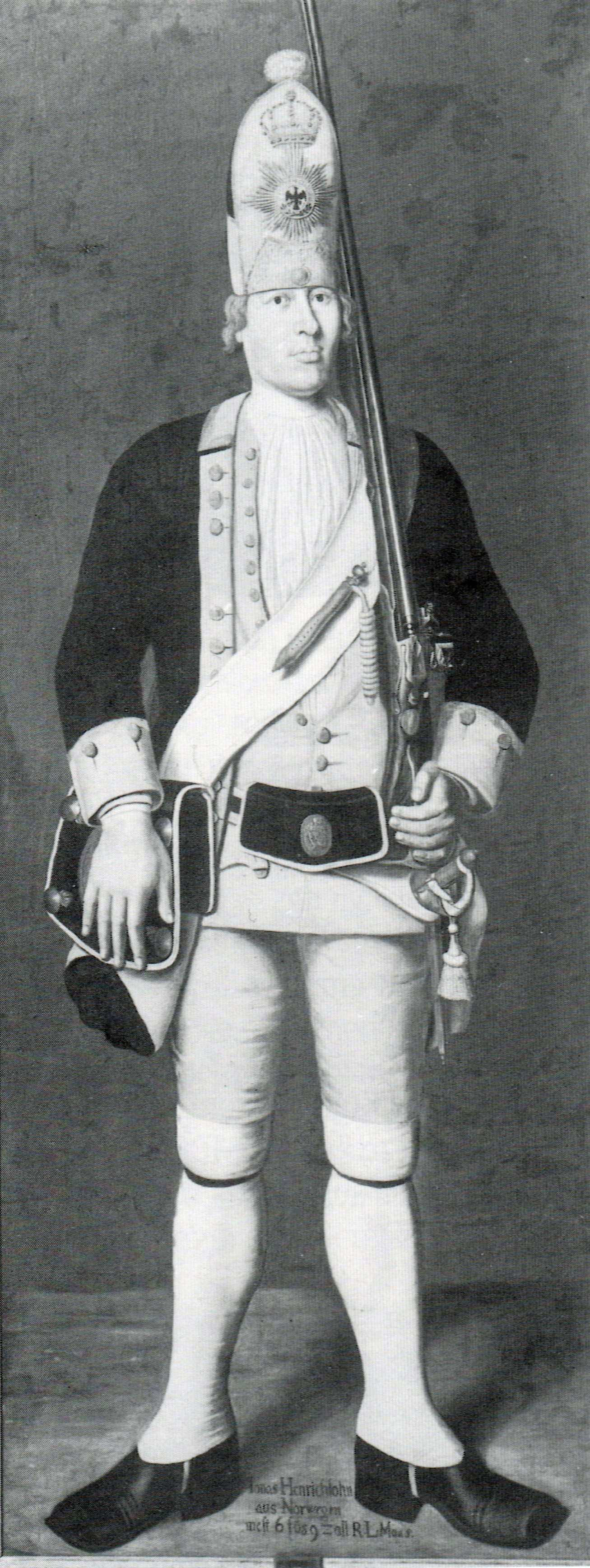
Grenadier Jonas Erikson aus Norwegen vom 1. Bataillon; Johann Christof Merck, 1718
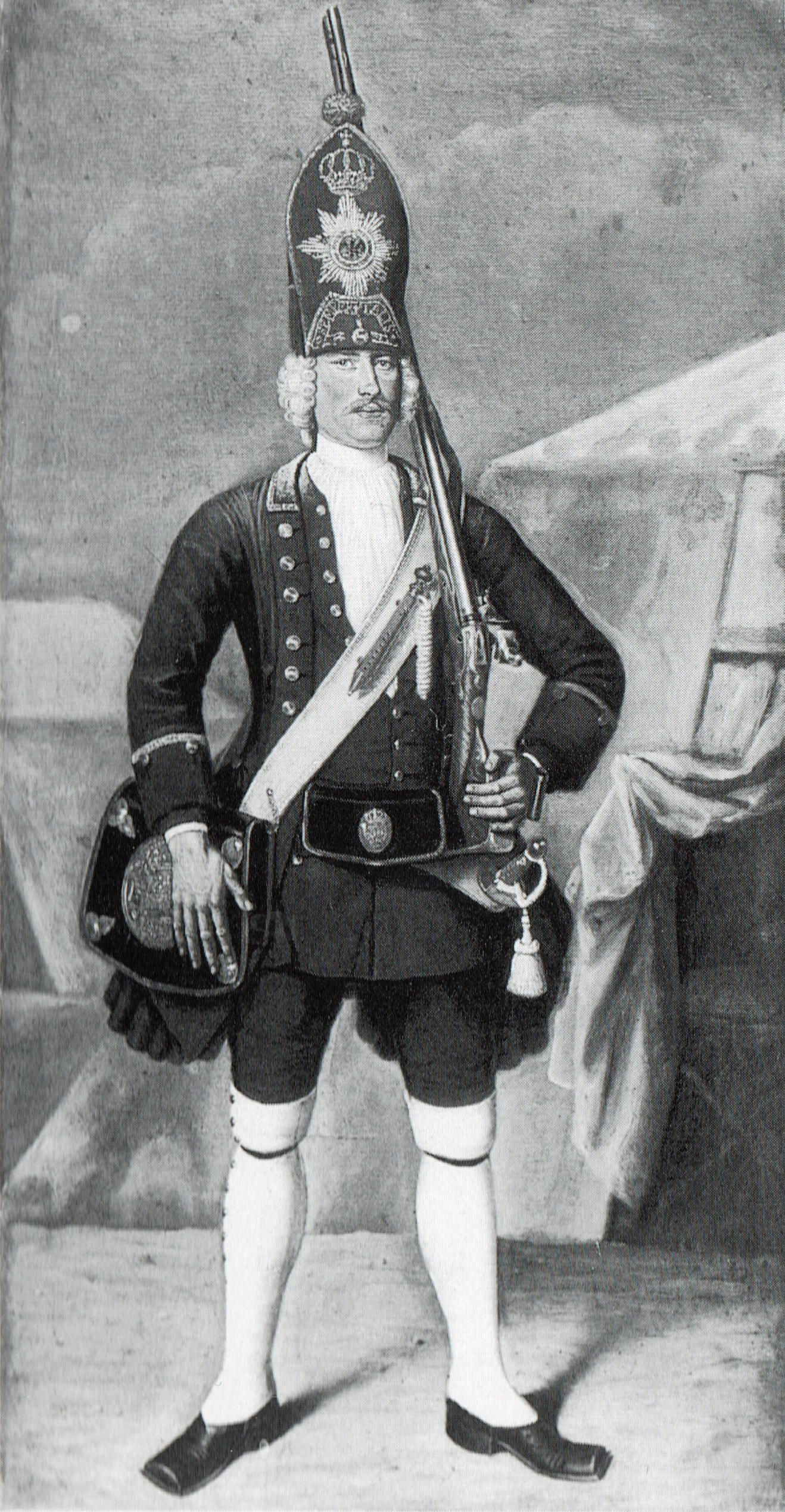
Grenadier vom 1. Bataillon; wohl Kopie nach Johann Christof Merck, 1718
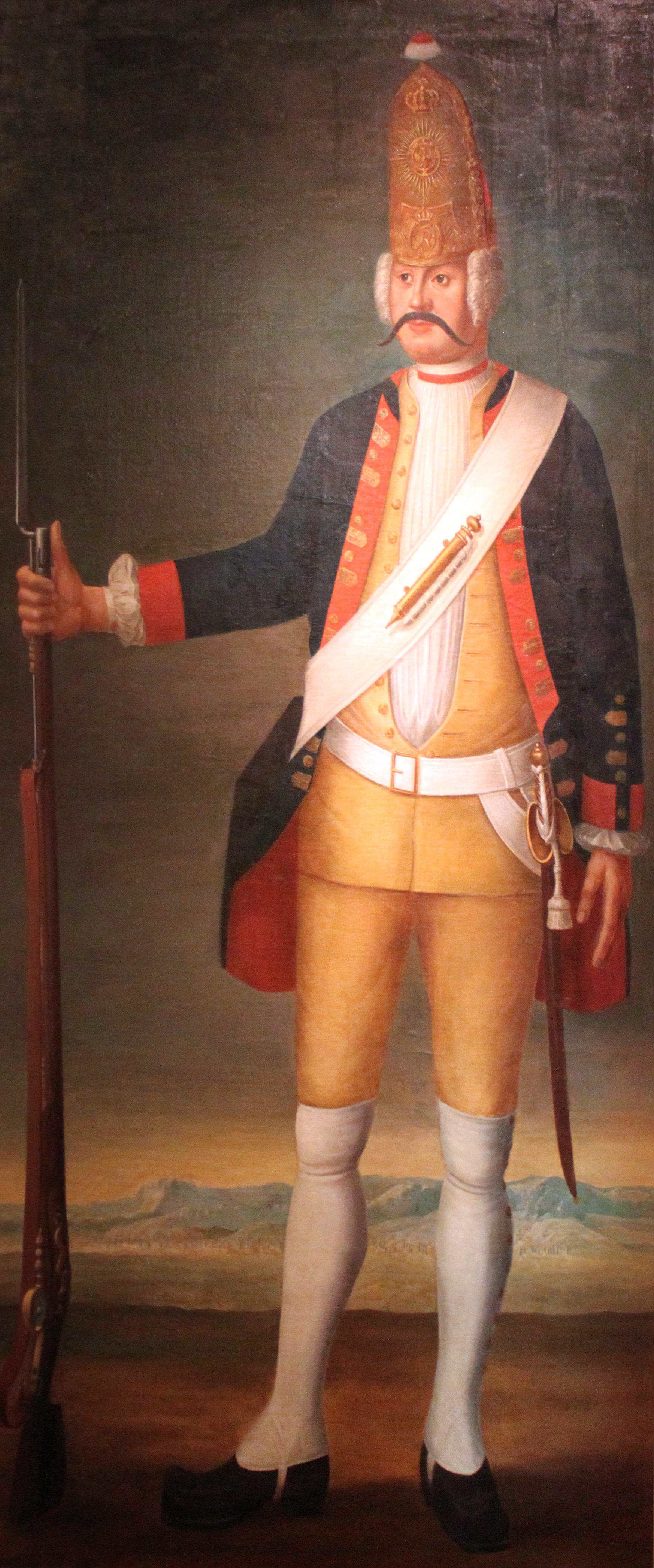
Grenadier vom 1. Bataillon; Georg Lisiewski, 1737; Deutsches Historisches Museum Berlin
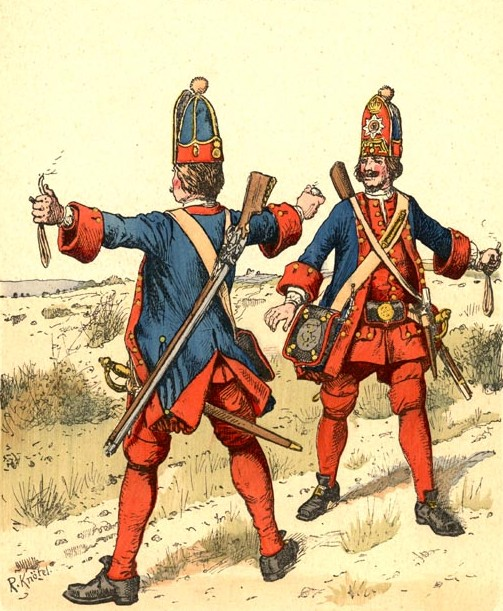
Grenadiere vom 1. Bataillon um 1715; kolorierte Lithographie von Richard Knötel um 1891
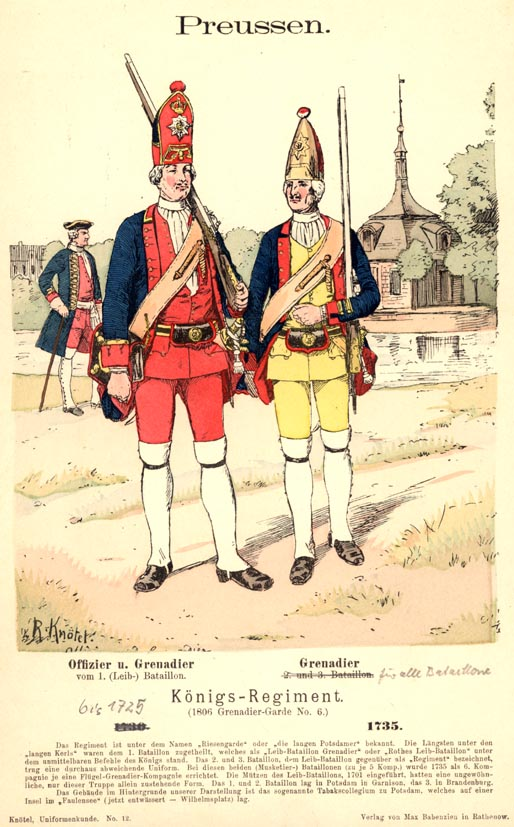
Offizier und Grenadier des 1. Bataillons und Flügelgrenadier des 2. oder 3. Bataillons (v. l. n. r.); kolorierte Lithographie von Richard Knötel um 1891
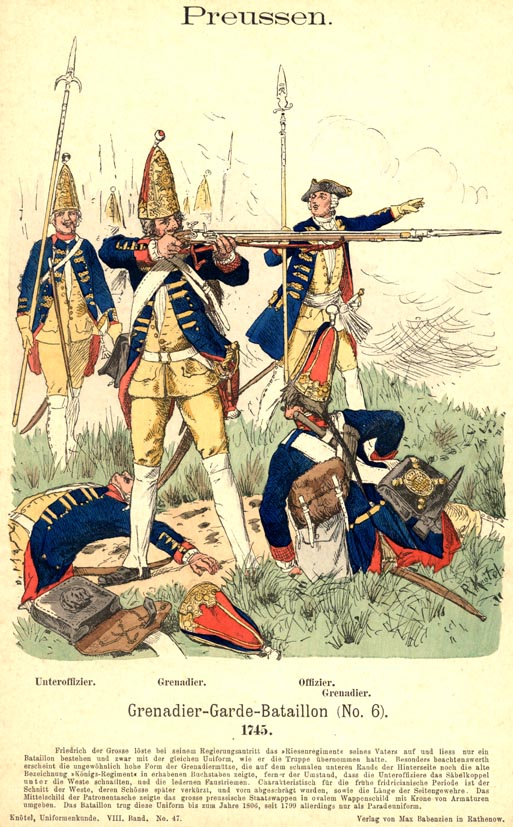
Grenadiergarde um 1745; kolorierte Lithographie von Richard Knötel um 1891
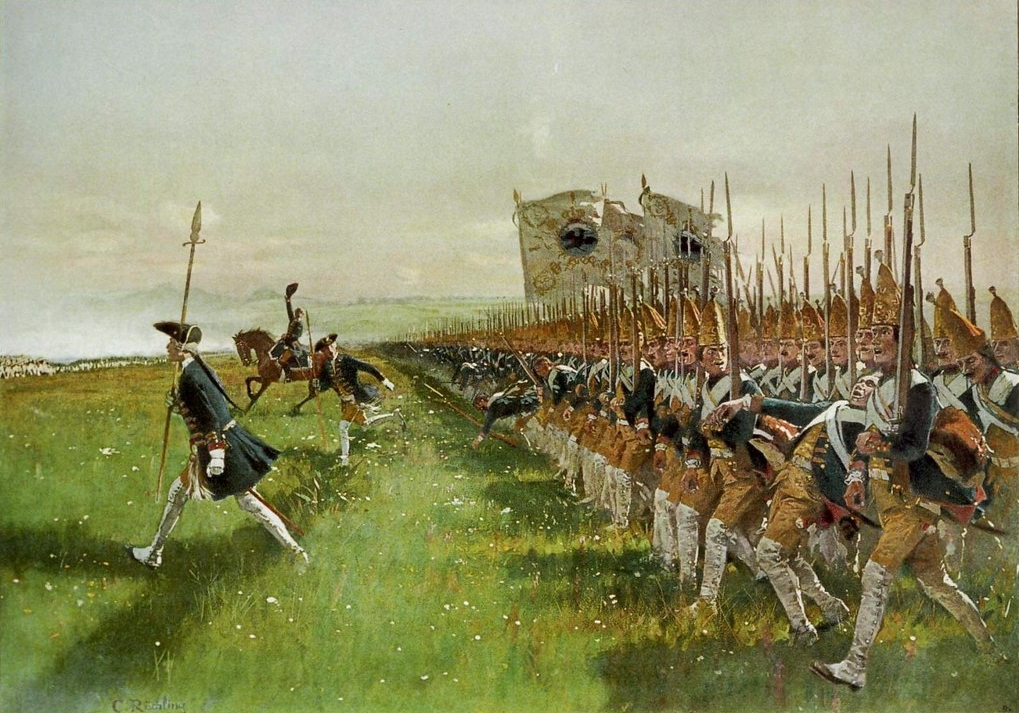
Schlacht bei Hohenfriedberg, Angriff des preußischen Grenadiergardebataillons, 4. Juni 1745; Historiengemälde von Carl Röchling, 1913
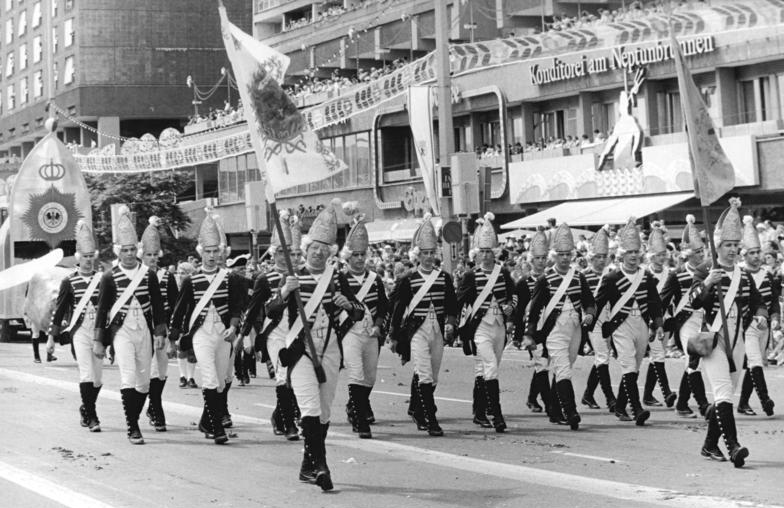
„Lange Kerls“ beim Festumzug der 750-Jahr-Feier in Berlin, 4. Juli 1987
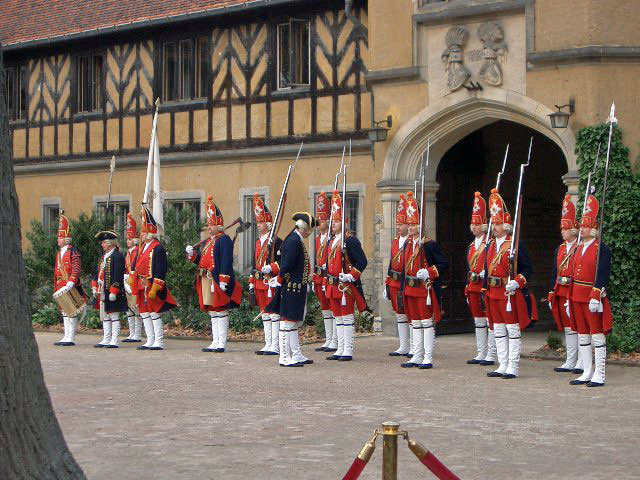
Lange Kerls anlässlich des Besuchs der Queen im Jahre 2004 auf Schloss Cecilienhof